# Vavatenina
Vavatenina  é uma cidade em Madagascar com 30000 habitantes, na região Analanjirofo,  e é sede do Distrito de Vavatenina.

## Geografia
Vavatenina situa-se 130 km ao norte de Toamasina.

## Economia
A agricultura é a base da economia da cidade e 90% da população vive dela.
A cultura do cravo-da-índia ocupa 2/3 das áreas da comuna, o seja 4.000 hectares. Também existem plantações de Litchi chinensis.

## Esporte
FC Espérance Vavatenina é o clube de futebol de Vavatenina